# Maeacris
Maeacris is een geslacht van rechtvleugeligen uit de familie veldsprinkhanen (Acrididae). De wetenschappelijke naam van dit geslacht is voor het eerst geldig gepubliceerd in 1983 door Ronderos.

## Soorten
Het geslacht Maeacris omvat de volgende soorten:
- Maeacris aptera Ronderos, 1983
- Maeacris ayasqa Cigliano, Pocco & Lange, 2011
- Maeacris chilikuti Cigliano, Pocco & Lange, 2011
- Maeacris saytu Cigliano, Pocco & Lange, 2011